# UNIT
UNIT је војна организација у британској научнофантастичној телевизијској серији Доктор Ху и њеним спиноф серија Торчвуд и Авантуре Саре Џејн. Радећи под окриљем Уједињених нација и првобитно предвођен бригадиром Летбриџ-Стјуартом, његова сврха је да истражује и бори се против паранормалних и ванземаљских претњи Земљи. Неколико припадника UNIT-а (попут бригадира, наредника Бентона и Мајка Јејтса) играло је главну улогу у изворној серији Доктор Ху и то су била редовна појављивања од Инвазије (1968) до Семена пропасти (1976).
Првобитно је названа Обавештајна јединица Уједињених нација (енгл. United Nations Intelligence Taskforce), али извршни продуцент Расел Т. Дејвис је 2005. године рекао да УН више нису срећне што се повезују са измишљеном организацијом и да се пуно име УН-а више не може користити. Скраћенице „UNIT” и „UN” могле су се користити све док није објашњено шта слова означавају. Године 2008. назив организације је промењен у Уједињена обавештајна јединица (енгл. Unified Intelligence Taskforce). и ово име је први пут поменуто на екрану у „Сонтараначкој варци” (2008), где је дијалог указивао да Уједињене нације и даље подржавају UNIT финансијским средствима.

## Стварање
У интервјуу из 2014. године, бивши уредник сценарија Теренс Дикс присетио се да је био присутан на „рођењу“ UNIT-а током продукције серијала „Доктора Хуа“ из 1968. Инвазија. Он је приписао сценаристи и уреднику сценарија Дерику Шервину и продуценту Питеру Брајанту да су претходно дошли на идеју, рекавши да су испитали концепт у Инвазији пре него што је постао централни део серије у серијалу Доктора Хуа Напад из свемира (1970). У низу интервјуа првобитно снимљених за ДВД из 2006. серијала Доктора Хуа Пакао (1970), глумац Николас Кортни, који је играо бригадира Летбриџ-Стјуарта у Инвазији, на сличан начин је описао Инвазију као „лајну трку“ за идеју да је Доктор, главни протагониста Доктора Хуа, прогнан на Земљу. Дикс је такође рекао да је идеја о прогонству Доктора завршена јер је стварање сваког серијала на Земљи било јефтиније за производњу него ако би сваки серијал морала да има изграђену нову планету ванземаљаца и да је UNIT идеја на коју је Шервин дошао да одговори питање шта учинити са Доктором пошто је прогнан на Земљу. Говорећи у интервјуу на ДВД-у серијала Доктора Хуа Кротонци (1968–69) из 2012. године, Шервин је рекао да жели да Доктор Ху ионако буде „доле на Земљи, због кредибилитета“, и описао је UNIT као „право возило“ за ово.
У другом интервјуу из 2014. у Часопису Доктор Ху, Шервин се присетио, када је такође радио као слободни уредник сценарија, да му је Брајант рекао кад му је након слања сценарија за Инвазију у који је био укључн UNIT да своју идеју представи раније јер би то могло „скинути део тежине са рамена“ глумца Патрика Траутона који је играо Доктора. Говорећи у интервјуу на специјалном ДВД-у Напад из свемира из 2011. године, Шервин је рекао да је створио UNIT јер је желео да пружи неку „значајну подршку“ Доктору, „тако да [Траутон] није имао толико проклетих реченица које треба научити сваке недеље".
Шервин је 2014. године рекао да је, док је радио као уредник сценарија у серијалу Доктора Хуа Мрежа страха (1968), која је укључивала ликове британске војске, рекао сценаристима Мервину Хајсмену и Хенрију Линколну да укључе све ликове које је првобитно измислио за Инвазију. Шервин није био сигуран да ли се војне снаге представљене у Мрежи страха појављују као UNIT, али је био „убеђен“ да је, као тезер за значајнију улогу UNIT-а у Инвазији, Мрежа страха требало да замени основне војне снаге које су се видели у причи. Шервин је тврдио да поседује ауторска права на Летбриџ-Стјуарт, пошто га је „створио у Инвазији“. У интервјуу снимљеном за ДВД издање Пакла из 2006. године, Шервин је описао Инвазију као почетак UNIT-а и почетак Докторовог „спуштања на Земљу“. Белешке о продукцији у Доктор Ху: Цела историја приписују Хајсмену и Линколну као власницима Летбриџ-Стјуарта, који је био командант војске у Мрежи страха, и спомињу како су Брајант и режисер Даглас Камфилд преговарали о коришћењу лика за Инвазију Хајсмена и Линколна у мају 1968. пошто је Мрежа страха емитована у фебруару и марту. Мрежа страха је такође описана у белешкама као „велики утицај на Инвазију“.

## Измишљена историја
Корени UNIT-а у универзуму Доктора Хуа леже у серијалу Другог Доктора Мрежа страха (1968), по којој је организација именована и основана у Инвазији (1968). Према „Преживелима Флукса“ (2021), UNIT је основан 1958. и изграђен током наредне деценије, а Летбриџ-Стјуарт се придружио обавештајној јединици пошто није успео да реагује на догађаје из приче о Првом Доктору Ратни стројеви (1966).
Након Инвазије, признат је допринос научних савета у борби против ванземаљских претњи и и др. Елизабет Шо и прогнани Трећи Доктор придружују се UNIT-у баш на време да помогну да се поразе Отонци у Напад из свемира (1970).
UNIT је наставио да се појављује у Доктору Хуу након Напада, али када је изгнанство Трећег Доктора повучено у Три Доктора (1972–73), његова повезаност са UNIT-ом постаје спорадичнија, посебно након његове регенерације у четврту инкарнацију на крају Планете паука (1974). Иако је последње појављивање УНИТ-а у серији током дугог низа година било у Семену пропасти (1976), организација је наставила да извршава свој мандат да истражује и бори се против ванземаљских активности. Коначно појављивање UNIT-а током изворне серије Доктор Ху је био серијал Бојно поље Седмог Доктора (1989).
UNIT се помиње и под скраћеницом и пуним именом у епизодама серијала из 2005. „Ванземаљци из Лондона“ и „Трећи светски рат“, где је послао изасланика на скуп стручњака у Даунинг стриту 10. UNIT се поново појавио исте године у „Божићној инвазији“. Поред Доктора Хуа, UNIT се такође појављивао у спиноф серијама Торчвуд и Авантуре Саре Џејн.
Од епизоде „Моћ троје“ (2012), првог директном појављивања UNIT-а на екрану у било ком хуниверзумвском медију од дводелног специјала Доктора Хуа „Крај времена“ (2009–2010), показало се да је UNIT реорганизован од стране Кејт Стјуарт, бригадирове ћерке.
У новогодишњем специјалу „Резолуција“ из 2019. Тринаеста Докторка покушава да позове Кејт Стјуарт у помоћ, али открива да су операције UNIT-а обустављене и замењене спољним позивним центром због дипломатске расправе око финансирања.
У новогодишњој епизоди 2020. „Спајфол, 1. део“ наводи се да UNIT и Торчвуд више не постоје. Епизода из 2021. године „Преживели Флукса“ открива да је то изазвала Велика змија, политичка фигура која је преузела Прентисов идентитет и која је била инструментална у формирању UNIT-а, како би омогућила инвазију Сонтаранаца на Земљу током кризе Флукса. UNIT васкрсава у специјалу поводом стогодишњице BBC-ја из 2022. „Моћ Доктора“ још једном под вођством Кејт Стјуарт са новом зградом у Лондону која је срушена до краја епизоде да би се победили Киберљуди.
До јубилеја 60. годишњице 2023. UNIT се преселио у ново седиште у небодеру у лондонском Ситију, док је остао под вођством Кејт Стјуарт.

## Организација
Статус UNIT-а је подржан законима који омогућавају да преузме хитна овлашћења када је то потребно. Иако делује под надлежношћу Уједињених нација, њени чланови су упућени из војске земље домаћина и и даље су обавезни да се повинују том ланцу командовања. У оквиру британске секције UNIT-а, чинови су чинови британске војске: Летбриџ-Стјуарт је бригадир, Јејтс је капетан, један мајор се појављује у Семену пропасти (1976) и „Божићној инвазији” (2005) и један пуковник и капетан појављују се у „Сонтараначкој варци” / „Отровном небу” (2008). Запослени UNIT-а су упућени из Краљевске ратне морнарице, Британске војске и Краљевског ратног ваздухопловства и још увек их обавезује командни ланац Уједињеног Краљевства. Мајор Блејк извештава премијерку у „Божићној инвазији”. UNIT може да позове конвенционалне војне гране за подршку, а у Семену пропасти осигурава да Краљевско ваздухопловство обезбеди прецизне ваздушне нападе. Због међународне природе организације, на њу понекад гледају са сумњом локалне војне и националне безбедносне агенције које сматрају да би то могло да утиче на њихов суверенитет. Постојање UNIT-а је познато јавности, али углавном као безбедносне организације са научном стручношћу; његов стварни дневни ред је поверљив. Иако бригадир првобитно наводи да UNIT не хапси људе, бар до 21. века, UNIT има и овлашћење да задржава лица на неодређено време без суђења, жалбе, спољног контакта или правног заступања, као што је искусила Тошико Сато пре него што ју је институт Торчвуд регрутовао да ради за британску владу у флешбеку у епизоди Торчвуда, „Фрагменти” (2008). Организацију је преуредила Кејт Стјуарт, ћерка бригадира Летбриџ-Стјуарта. У „Моћи троје” (2012), Кејт води одељење за научно истраживање UNIT-а које сада има надлежност над војном граном.

### Опрема
Британске чете UNIT-а биле су наоружане стандардним оружјем британске војске као што су пушка L1A1 са самопуњачем, аутомат Стерлинг и пиштољ Браунинг Хај-Пауер и носили су траку од 58 узорака. Такође су приказани како користе тешко оружје као што су базе, митраљези, минобацачи и, у Терору Зајгонаца (1975) бацач дубинских бомби. За Бојно поље (1989) имали су јуришну пушку Штајер АУГ док бригадир још увек користи Вебли револвер. Током 2000-их, они користе Хеклер и Кох Г36Ц карабин, М4 карабин (са различитим дометима као што су АЦОГ и холографски нишани за оружје као и опремање ЦКБ пријемника за употребу у затвореном простору), СИГ П226 пиштоље, а за тешке услове користите лансере пројектила Стингер. У „Моћ троје“, они су додатно опремљени ПАСГТ шлемовима, наочарама и оклопима за немире за своје потколенице.
Особље UNIT-а има широк распон оружја на које се може обратити, од којих је нека направљена по мери за борбу против специфичних претњи. Међу њима је посебно стрељиво које је бригадир у Бојном пољу описао као оклопне метке са чврстим језгром и тефлонским премазом који „могу да прођу кроз Далека“. Остало стрељивоио укључује експлозивне метке за Јетије, друге метке за пробијање оклопа за роботе и метке са златним врховима за употребу против Киберљуди (као и сребрне метке како је предложио Доктор и метке обложене радним челиком за неутралисање сонтараначка поља против метака која циљају бакар.
У Инвазији (1968), UNIT има командни центар успостављен у товарном простору војног транспортног авиона Локид Херкул. Демоњани(1971) представљају покретни штаб UNIT-а, велико возило налик аутобусу које се може одвести до места инцидента. Мобилни командни центар је такође приказан у „Сонтараначкој варци“ и „Отровном небу“ где је приказан као црни зглобни камион са ознакама -а.
UNIT користи ненаоружане хеликоптере за превоз. Такође је приказано коришћење тенка у Роботу (1974–75). У „Планети мртвих“ (2009) коришћени су камиони са САМ лансерима.
У „Божићној инвазији“, UNIT је приказан да има софтвер за превођење који може да дешифрује ванземаљске језике са великом прецизношћу. Софтвер, или барем резултати из превода, могу се учитати на ручни уређај.
У „Отровном небу“, UNIT је приказан као способан да командује и координира комбиновани нуклеарни арсенал света за стратешке нападе на ванземаљске летелице у орбити.
У „Звуку бубњева“ (2007) представљен је летећи носач авиона Валијант. Валијант је такође приказан (у „Отровном небу“) да је опремљен мањом варијантом оружја Института Торчвуд које је уништило брод Сикоракса у „Божићној инвазији“.
Помиње се у причи Смрт Доктора (2010) у Авантурама Саре Џејн да UNIT има базу на Месецу.
У „Моћи троје“, UNIT је приказан да има одељење за научно истраживање са великом лабораторијом у бази испод Лондонске куле. Током приче, лабораторија је посвећена проучавању коцки које су се појавиле ниоткуда. Кејт Стјуарт, бригадирова ћерка и шефица одељења за научно истраживање, има ручни уређај који може да скенира тело (покупи близаначка срца Једанаестог Доктора), а такође служи и као уређај за комуникацију. Рачунари у штабу UNIT-а могу да открију аномалије као што су скокови енергије артрона, а такође могу приступити камерама на улицама. Помиње се и да користе хеликоптере и тенкове док тестирају уништивост коцки.
„Дан Доктора“ (2013) показује да база у Лондонској кули садржи Црну архиву у којој се налазе различити ванземаљски технолошки уређаји које је UNIT током година спасавао и држао сакривено. Заштићен различитим одбрамбеним средствима од ванземаљаца који бришу сећања посетилаца како би се осигурало да не могу да открију шта се налази унутар Архиве, Архива је такође „доказ за ТАРДИС” и UNIT га је користио као средство за процену Докторових сапутника да потврди да ли им се може веровати. Такође је приказано да UNIT има приступ Под-атељеу, тајном атељеу који садржи уметничка дела која датирају из елизабетанског доба, а која је Елизабета I наредила да се закључају јер су била превише опасна за јавност.

### Униформе
Кроз епохе, UNIT је био познат са различитим стиловима униформе.
У Инвазији, редови и каплари су носили уноформу бр. 7 док су чинови наредника и виши носили униформе засноване на хаљини бр 4. Сви припадници UNIT-а су носили овалне ознаке са извезеним натписом „UNIT“ на својим левим рукавима, а подофицири су носили своје значке чина на десним рукавима. Берете песак/беж боје, сличне онима које је носила Посебна ваздухопловна служба са црним логом UNIT-а на округлој белој позадини као значком за шапку, носили су сви чинови. За следеће појављивање UNIT-а, у Нападу из свемира (1970), број 4 је постао униформан за све чинове, осим за два радарска оператера виђена на отварању који носе бр. 7. Једна официрка је носила кравату са одштампаним логом UNIT-а. Стил униформе бр. 4 остао је у Доктору Коу и Силуријанима (1970).
Кристин Ролинс је имала нову израду футуристичког изгледа произведен за Посланике смрти (1970) која се појављује само у овој причи. Свим редовима дате су јакне боје каки са рајсфершлусима без ревера које су ношене преко смеђег џемпера са подвијеним изрезом. Бригадир је задржао своју униформу бр. 4.
За Пакао (1970), ове су промењене у Денисон маскирне униформе. За серијал Терор Зајгонаца, продуцент Бери Летс је одлучио да UNIT-овци носе униформу из 1960. године, као и одговарајућу савремену униформу британске војске или КРВ-а, као што су службена униформа и униформа за касарну. Закрпе UNIT-а и тамноцрвене беретке остале су стандардне, иако се особље такође може видети у качкетама британске војске са ознакама за регулационе шапке.
У Терору Зајгонаца, они носе ДПМ маскирне јакне и тактичке црне значке. Инвазија Андроида (1975) је приказала барачке униформе које су ношене и виђене у Семену пропасти (1976).
UNIT је тада била дуго одсутна са екрана. Појавили су се на кратко у „Пет Доктора“ (1983) где је виђен пуковник Крајтон у службеној униформи и наредник у касарни, обојица са овалним закрпама на униформи. Капетан Јејтс се вратио такође у службеној униформи, али без ознака.
За потпуни повратак у Бојном пољу, њихов изглед је потпуно ажуриран. Њихова појава у овом серијалу је блиска стварној униформи мировних чета Уједињених нација. UNIT је представљен конвојем нуклеарних пројектила који носи плаве беретке издате од УН-а и ДПМ камуфлажу. Имају нову ознаку UNIT-ских закрпа крилатог глобуса која се носи на горњим рукавима и беретки. Ту је и чешка инжењерска екипа која носи чешку камуфлажу са истом плавом беретком коју су издале УН као и конвој. Бригадир се враћа, носећи у различито време службену хаљину, хаљину у касарни и ДПМ док носи шапку, а не беретку.
Пошто је серија отказана и поново обновљена, UNIT се први пут накратко појавио у епизоди „Ванземаљци из Лондона“ (2005). У овој епизоди, UNIT су представљала четири висока америчка војна официра која су носила униформу војне службе са правим мировним закрпама УН-а на рукавима и униформу морнаричке службе. Само официрке су носиле покривала за главу, војни официри гарнизонску шапку, а официрке морнарице белу женску шапку.
UNIT-ово прво велико појављивање у новој серији било је у „Божићној инвазији“ 2005. Овде је дизајнирано ново обележје засновано на варијанти из Бојног поља. Припадници носе црне униформе које се састоје од полицијске одеће/комбинезона крила ПВС-ове Против-револуционарне гарде (ПРГ) и црвених беретки Краљевске војне полиције и опреме. Еполете су мале сребрно-метални жиг UNIT-а на црвеној беретки и велики грб UNIT-а фластер који се носи преко левог џепа на грудима на прслуку или мараму. Команданти носе службену одећу број 2 са ознакама -а. Варијације укључују капетана Магамба из епизоде „Скрени лево“ (2008) који носи црну варијанту службене уноформе са црвеном беретком и пуковник Карим у серијалу Авантура Саре Џејн, Смрт Доктора, који носи црну цивилну одећу са ознакама UNIT-а и еполете за чинове.
UNIT се враћа у епизоди 7. серијала „Моћ троје“. Њихове униформе у овој серијалу су преиначене униформе виђене у серијалу из 2005. Више не носе личне карте на десном џепу на грудима и изгледа да немају логотипе на рукама. Они носе ПАСГТ шлемове са црним покривачем и црне наочаре уместо беретки. Они такође носе оклопе за немире за подлактице и потколенице и обичне црне браде на левој руци. Научно-истраживачко одељење које сада служи као штаб UNIT-а састоји се од цивила у цивилу.
Епизода 8. серијала „Смрт на небесима“ представља официрску униформу која се састоји од црног или тамноплавог сакоа и панталона, беле кошуље и црне кравате са тракама за медаље и еполетама за чинове, подстрекнутом (али не идентичним) официрском бр. 2 службеном униформом без рукавица, шиљасте шапке и Сем Браун каишем за рамена.

### Истакнути чланови
Доктор, главни протагониста Доктора Хуа, члан је UNIT-а. У „Ванземаљцима из Лондона“, пошто је прочитао о Доктору током његовог дванаестомесечног одсуства, Мики Смит каже Роуз Тајлер да Девети Доктор познаје UNIT јер је „радио за њих”. У „Сонтараначкој варци“, пуковник Мејс каже Десетом Доктору: „Технички говорећи, још увек сте лице UNIT-а“. У „Дану Доктора“, Једанаести Доктор говори Клари Освалд да ради за UNIT и да је то његов "посао". У „Смрти на небесима“ (2014), Кејт Летбриџ-Стјуарт описује Дванаестог Доктора као „технички” још увек „на платном списку”, пошто никада није поднео оставку.
Истакнути чланови британског контингента UNIT-а су др Елизабет Шо, бригадир Алистер Гордон Летбриџ-Стјуарт, наредник Бентон, капетан Јејтс, оперативка UNIT-а Џо Грант и касније хирург-потпоручник Саливен. Пошто је напустила Доктора, Марта Џоунс се придружује UNIT-а. У Канџама Аксоса (1971), амерички агент по имену Бил Филер је послат из Вашингтона да помогне у лову на Господара. Кејт Летбриџ-Стјуарт, бригадирова ћерка, постаје шефица одељења за научна истраживања и главна научна службеница, а затим и главна команданткиња UNIT-а и појављује се у више епизода почевши од „Моћи троје“ 2012. године.

### Републиканске снаге безбедности
У серијалу Пакао из 1970. године Трећи Доктор посећује паралелни универзум. У овој стварности, Велика Британија је фашистичка република где је краљевска породица погубљена због издаје 1943. године, као што је приказано у роману Ја, Аластер, који такође показује да је вођа Британије овог универзума био сарадник Освалда Мозлија и да је на крају постао вођа земље након пада старог поретка, а његова слика је била видљива у канцеларији вође бригаде у Паклу. Паралелна верзија британског контингента UNIT-а је државна паравојна организација слична СС-у, позната као Републиканске снаге безбедности (РСБ) која своју варијанту пројекта бушења води као „научни радни логор”.
Наоружани су мешавином совјетског и немачког оружја као што су пушка СКС и пиштољ Валтер П38. Њихов систем чинова користи звања која се лабаво заснивају на оној Британске уније фашиста: наредник Бентон је заменик вође вода Бентон, бригадир Летбриџ-Стјуарт је вођа бригаде Летбриџ-Стјуарт, а Елизабет Шо војникиња, а не научница као у својој димензији и има чин вође одсека (који изгледа да је официрски чин). Њихове униформе се састоје од савремених маслинастозелених војних униформи америчке војске за друге чинове, смеђе униформе са црним навлакама за чинове на раменима (засноване на смеђим кошуљама) за официре и црних гарнизонских капа са белим цевима и шапкама са грбом РСБ-а као дела униформе. Организација има пуна овлашћења да испитује, води војни суд и формално погубљује затворенике како сматра прикладним према "Закону о одбрани Републике 1943".
До краја приче, већина припадника РСБ-а је изгинула када је вулканска катаклизма захватила Велику Британију и оставила велики део њиховог света разореним.

## Главни ликови
- Доктор је био главни научни саветник UNIT-а од када је његова трећа инкарнација прогнана на Земљу (претходно је сарађивао са UNIT-ом током њихове друге инкарнације).[48][49] Доктор је напустио стално запослење у UNIT-у током своје четврте инкарнације,[50] оставивши просторно-временски телеграф[51] (и касније број телефоа ТАРДИС-а)[52] са којим су могли да га позову у хитним случајевима. Доктор је задржао своје легитимације, још увек носећи портрет своје треће инкарнације[53] и, у почетку, запослени UNIT-а хирург-поручник Хари Саливен и Сара Џејн Смит као његови сапутници. Упркос лабавости својој припадности UNIT-у и честим неслагањима са организацијом, Доктор наставља да сматра да је научни саветник UNIT-а њихов посао, чак и у свој тринаестој инкарнацији.
- Бригадир Алистер Гордон Летбриџ-Стјуарт (касније сер Алистер Гордон Летбриџ-Стјуарт) је оснивач UNIT-а и првобитни командант његовог британског контингента. Током изгнанства Трећег Доктора на Земљи, он је ангажоао Доктора као свог научног саветника. Био је отац Кејт Летбриџ-Стјуарт, још једне команданткиње UNIT-а.[54]
- Наредник Бентон се први пут појављује као каплар Бентон у Најезди и постаје редован део прича UNIT-а од Посланика смрти до Најезде андроида. У своја последња три наступа, током ере Четвртог доктора, унапређен је у пуковског мајора.
- Лиз Шо, првобитно ангажована са Универзитета Кембриџ као научна саветница UNIT-а, први пут се појављује у Напада из свемира и прихвата место асистента трећег доктора када је он преузео посао научног саветника.[55]
- Џо Грант је цивилна службеница UNIT-а која је додељена као помоћница Трећем Доктору уместо Лиз Шо. Лик се појављује од серијала Терор Отонаца из 1971.[56] до Зелене смрти 1973.[57] Према роману Терор Отонаца, она има чин каплара.
- Мајк Јејтс се такође први пут појављује у Терору Отонаца и редовно се појављивао током ере Трећег Доктора.
- Сара Џејн Смит је истраживачка новинарка која постаје сарадница UNIT-а захваљујући свом ортачком односу са Трећим, Четвртим, Десетим и Једанаестим Доктором. Сара Џејн одржава контакт са вишим особљем UNIT-а и добија подршку током свог живота.[58][59]
- Хари Саливен, хирург-поручник у Краљевској морнарици и медицински официр у UNIT-у у време Докторове треће регенерације и постаје његов пратилац у неколико пустоловина.
- Петронела Осгуд, коју је играла Ингрид Оливер, научница је UNIT-а и асистенткиња Кејт Стјуарт у епизоди „Дан Доктора“ (2013). Носи дугачак, плетени шал у више боја, који подсећа на шал Четвртог Доктора и пати од респираторне болести због које користи инхалатор када је преузбуђена. У „Дану Доктора“ у њу се прерушио један Зајгонац и њих двоје су се прилично добро слагали.[60] Након мировног споразума између људи и Зајгонаца који је довео до тога да се 20 милиона Зајгонаца настани на Земљи прерушени у људе, Зајгонац двојник остаје у облику Осгудове при чему ниједна варијанта Осгудове не открива другима ко је ко. Једна варијанта Осгудове ради са Кејт Стјуарт и Дванаестим Доктором у епизоди „Смрт на небесима“ (2014), носећи лептир машну, која подсећа на Једанаестог Доктора, и старке, које подсећају на Десетог Доктора. Показује се да је жељна да угоди Доктору и да му се диви. Доктор наговештава да би могао размислити о томе да је начини сапутницом, али је Миси дезинтегрисала. Осгудова је показала велику количину самоконтроле док је готово мирно покушавала да убеди Миси да је поштеди логичним објашњењима.[61] У „Зајгонској инвазији“ (2015), преживелу Осгудову је отела отцепљена група Зајгонаца на челу са Бони која тражи рат са људима. Пошто ју је Доктор спасио, она путује са њим у UNIT-овој Црној архиви у покушају да одржи мир, одбијајући да му каже да ли је она човек или Зајгонац. У „Зајгонској инверзији“, Доктор, пошто је успешно убедио Бони да живи у миру са човечанством, нуди Осгудовој да путује у ТАРДИС-у. Осгудова одбија, откривајући да је Бони постала њен нови дупликат.
- Марта Џоунс, кодно име „Сивило 6“, постаје лекарка након својих пустоловина са Доктором, а потом и медицинска службеница UNIT-а. Она ступа у контакт са Доктором како би он могао да помогне UNIT-у у епизоди „Сонтараначка варка“ (2008).[52] Она стиче довољно поверења у UNIT да јој се додели Остерхагенски кључ, део механизма за програм за уништавање Земље.
- Кејт Летбриџ-Стјуарт, такође позната као Кејт Стјуарт, главна је команданткиња UNIT-а и бивши главна научна службеница и де факто вођа UNIT-овог британског контингента 2010-их и 2020-их. Она се први пут појављује у „Моћи троје“ (2012), коју је написао Крис Чибнал, пре него што се вратила у специјалу поводом педесете годишњице „Дан Доктора“ (2013), а затим се поново појавила током ере Дванаестог, Тринаестог, Четрнаестог и Петнаестог Доктора. Кејт је ћерка бригадира Летбриџ-Стјуарта. Њен лик је створен за незваничне спиноф филмове Застој (1995) и Успон Демоњана (2004) у којима ју је глумила Беверли Кресмен. Она је приказана као самохрана мајка Гордона Летбриџа-Стјуарта који до данас није помињан у Доктору Хуу, иако је Кејт себе помињала као разведену и „мајку двоје деце“ у програму.
- Теган Јованка је бивша стјуардеса и бивша сапутница Четвртог и Петог Доктора и ангажована је да ради као слободњак за  и запослена од стране Кејт Стјуарт пре Моћи Доктора. Упознала је Тринаесту Докторку и помогла јој тако што је разнела Киберљуде и нови штаб UNIT-а и видела холограм остарјелог Петог Доктора.
- Ејс, која је била бивша сапутница Седмог Доктора, имала је 16 година када је упознала Доктора. Унајмљена је да ради као слободњак за  и запослена је код Кејт Стјуарт пре „Моћи Доктора“. Упознала је Тринаесту Докторку и помогла јој тако што је уништила план Далека својом бејзбол палицом и користила свој Нитро-9 уз асистенцију Грејама О’Брајена и видела холограм остарелог Седмог Доктора.
- Ширли Ен Бингам је 56. и тренутни научни саветник UNIT-а која се први пут појавила у „Звезданој звери“ где је била задужена за истрагу наизглед срушеног брода Мипа. Такође је помагала UNIT-у и Четрнаестом Доктору у истраживању истоименог кикота у „Кикоту“.
- Мелани Буш, рачунарска програмерка и бивша сапутница Шестог и Седмог Доктора. Кејт Стјуарт ју је запослила да ради као рачунарска научница за UNIT негде после специјала „Моћ Доктора“ из 2022. Била је присутна у борби Четрнаестог и Петнаестог Доктора против Творца играчака на торњу UNIT-а 2023.
- Пуковник Кристофер Ибрахим је теренски официр UNIT-а који непосредно одговара Кејт Стјуарт и прати је без питања. Дебитовао је у „Кикоту“, доводећи Доктора и Дону својој шефици, и био је присутан поразу Творца играчака.
- Морис Гибонс је тринаестогодишњак геније и научни саветник који се појављује у дводелном завршници 14. серијала, „Легенда о Руби Сандеј“/„Царство смрти“.

### Други медији

#### Настали у аудио драмама
- Пуковник Викрам Шинди је теренски официр у аудио драми UNIT: Нова серија, војник старе школе без имало хумора који без поговора прати Кејт Стјуарт.
- Капетан Џош Картер је официр чете у UNIT: Новој серији, више човек од акције.
- Поручник Сем Бишоп је официр у UNIT: Новој серији и служи као решавач проблема.
- Поручник Џими Тан је официр чете представљен касније у UNIT: Новој серији.

#### Настали на телевизији, али развијени у другим медијима
- Алисон Вилијамс је помоћница и научна саветница професорке Рејчел Џенсен када је UNIT постојао као Група за ударне противмере. Она је настала у Сећању на Далеке, али је проширена у аудио серији Противмере.

## Друга појављивања
се такође појављује у многим спиноф медијима Доктора Хуа. Различити спинофови су чинили различите покушаје да буду конзистентни са другим причама.

### Представа
Године 1984. продуцирана је сценска комедија под називом Позив UNIT-у: Велика мистерија са врећицом чаја коју је написао Ричард Френклин (Капетан Јејтс), који је тумачио свој лик из серије у представи. У представи је такође играо Џон Левен у улози Бентона, а представа је изведена између 20. и 24. августа у оквиру Единбуршког Фринџ Фестивала. Због других обавеза, Николас Кортни није могао да се појави као бригадир, али је унапред снимио телефонску поруку Летбриџ-Стјуарт која је уписана у заплет.

### Романи
У роману Сећање на Далеке (1990) Бена Ароновича помиње се да су чете којима Гилмор командује биле из „Ударне групе за контра-мере“. UNIT: Отворено, зимски специјал Часописа Доктор Ху из 1991. године, указује да је ICMG претеча UNIT-а.
И Нестале пустоловине издавачке куће Virgin Publishing и Раније Докторове пустоловине BBC Books-а поставили су приче у еру UNIT-а и открили нове податке о прошлости, садашњости и будућности UNIT-а. Роман Необичан посао приказује како Шести Доктор помаже UNIT-у у истрази која укључује сада пензионисаног бригадира којег агенти Нестенске Свести држе заточеним док Тамно плаветнило приказује како Пети Доктор комуницира са колегама из UNIT-а Трећег Доктора у време када је његова прошлост сам био одсутан. Времена метка сукобљава Седмог Доктора и Сару Џејн Смит против огранка UNIT-а познатог као 'Пројекат Кортез' које сматрају да је свака ванземаљска активност на Земљи опасна чак и ако наведени ванземаљци немају непријатељске намере, приморавајући Доктора да дискретно ради са Кинеском тријадом да помогне срушеном ванземаљском броду да се поправи и отпутује.
Без будућности (1994) Пола Корнела представљао је обавештајни део UNIT-а у алтернативним 1970-им под називом "Броудсворд". Агенти Броудсворда носили су цивилну одећу и били су „ручно бирани да нам понуде латерална и невојна решења, подржана обуком ПВС-а и чистим здравим разумом“.
У роману Нових пустоловина из 1996. Ленса Паркина „Прави рат“ помиње се „LONGBOW“, светска безбедносна организација коју је основало Друштво народа која се повремено суочавала са ванземаљским инцидентима, али је након тога распуштена и Лига није успела да спречи Други светски рат.
Самостални роман Девица из 1996. године Ко је убио Кенедија? Дејвида Бишопа који пружа измишљену историју UNIT-а из перспективе истраживачког новинара, открива Летбриџ-Стјуартову улогу у предлагању формирања UNIT-а након догађаја са Јетијима.
До 26. века, UNIT се претворио у тајно друштво под називом "UNITатус" које је обећало да ће бранити Земљу од ванземаљских претњи, први пут виђено у Паркиновој Хладној фузији (1996).
Дани на самрти (1997), такође Паркинов роман, назива француско одељење UNIT-а као NUIT (Nations Unies Intelligence Taskforce; Обавештајна јединица народног јединства).
UNITатус траје најмање до 30. века, према Нека буде греха (1997) Бена Ароновича и Кејт Орман.
Ђавољи гоблини са Нептуна (1997) Кита Топинга и Мартина Деја увели су одељење унутар Централне обавештајне агенције на челу са човеком познатим само као Контрола који се појављује као противник UNIT-а у наредним романима Краљ терора и Брзина бекства. Краљ приказује како Пети Доктор ради са бригадиром на истрази 1999. године која их приморава да раде са ЦИА-ом и Контролом, а Бекство приказује Контролу која покушава да се избори са новим присуством ванземаљаца на Земљи пре него што га је UNIT открио, али га осујећује амнезични Осми Доктор. Ванземаљаска тела (1997) Лоренса Мајлса приказује немилосрднији одред УН-а под називом UNISYC (United Nations Intelligence Security Yard Corps; Обавештајно-безбедносни корпус Уједињених нација) који је до 2040-их заменио UNIT.
Лице непријатеља (1998) Дејвида А. Мекинтија има британски огранак UNIT-а који се суочава са претњом без Трећег Доктора да им помогне, пошто су Џо Грант и он негде другде и доживљавају телевизијски серијал Проклетство Пеладона.
Југоисточни азијски контингент UNIT-а је идентификован у Мекинтијевом Времену метка (2001) као UNIT на мору.
Роман Осећајна хемија Пустоловина Осмог Доктора из 2003. са Осмим Доктором који је написао Сајмон А. Форвард именује руско одељење UNIT-а као ОГИОУН (Оперативна група за извиђачке операције Уједињених нација).

### Стрипови
Једна прича у стрипу Часописа Доктор Ху Коначно постање (ЧДХ #203–206) смештена је у паралелни универзум у којем је човечанство склопило мир са Силуријанцима, а UNIT је постао Обавештајна команда Уједињених родова.
Стрип о Осмом Доктору Потоп (ЧДХ #346–353) утврђује да Британска тајна обавештајна служба (МИ6) посматра UNIT са извесним степеном презира почетком 21. века и намерно их не обавештава када открије упад Киберљуди због на овај и друге неодређене проблеме у односу Уједињеног Краљевства са Уједињеним нацијама.
Стрип са Десетим Доктором Доба леда (ЧДХ #408–411) смештен је у аустралијски штаб UNIT-а испод луке у Сиднеју. Стрип са Једанаестим Доктором Златни (ЧДХ #425–428) представља UNIT у Јапану.
UNIT се такође појавио на кратко у неповезаним стриповима. У броју 218 Икс људи, лик идентификован као бригадир Летбриџ-Стјуарт се накратко види с леђа како се обраћа мајору Бентону који утоварује онесвешћеног Џагернаута у камион. У стрипу Људождери Д.О.О. стрипова "2000-е" приказује Летбриџ-Стјуарта (који се назива искључиво по чину) који се појављује у неколико пустоловина као војна веза и позива се на Мрежу страха, а у Штуцавици се појављује UNIT из 22. века везану за порекло људи слонова. Стрипови "Марвел" такође има два главна лика по имену др. Алистер Стјуарт (који је тврдио да познаје „човека са Галифреја“) и бригадирку Алисанд Стјуарт, научну саветницу и команданткињу јединице британске Организације за чудне догађаје (ОЧД).
Серија стрипова "Титан" са Деветим Доктором укључује причу у којој Девети Доктор, Роуз Тајлер и капетан Џек Харкнес раде са UNIT-ом средином 1970-их када је противиничка организација против ванземаљаца 'Одбрана Авалона' покушала да поткопа углед UNIT-а како би могли да преузму размена за финансијску корист. Прича се завршава тако што се медицинска сестра UNIT-а Тара Миша придружује екипи ТАРДИС-а пошто је жртвовала сопствени углед да би разоткрила "Авалонове" преваре.

### Аудио драме
Варијанта алтернативног универзума UNIT-а и бригадира појављују се у аудио драми Доктор Ху отворено: Саосећање са злом (2003) коју је продуцирала продукција Big Finish. У овој причи, UNIT-ом командује абразивни пуковник Бриммикомб-Вуд. Прича се односи на UNIT за коју никада није радио Трећи Доктор са много различитих исхода. Терор Отонаца је резултирао „пластичним чисткама“, Мајк Јејтс је погинуо на задатку путовања кроз време како би уништио Силуријанце и тако даље.
У децембру 2004. Big Finish је објавио UNIT: Временско зарастање, прву аудио драму у огранак серији UNIT у којој се појављује пензионисани генерал сер Алистер Летбриџ-Стјуарт као саветник нове генерације официра. Епизода за претпреглед (дата бесплатно уз Часопис Доктор Ху бр. 351, а касније доступна за бесплатно преузимање на веб страници Big Finish-а), UNIT: Државни удар навела је Летбриџ-Стјуарта да коначно разбије деценију тајности тако што обавештавајући на изјави за штампу о правој сврси UNIT-а као прве линије одбране човечанства од непознатог (иако, како се испоставило, шира јавност верује да је ово превара).
Протагонисти већине ове серије су пуковник Емили Чодру, поручник Вил Хофман и пуковник Роберт Далтон. Хофман и Далтон су погинули у трећем делу UNIT: Најдужа ноћ (2005). Четврта драма UNIT: Губитак (2005) приказује варијанту овог универзума Бримикомб-Вуд и откривено је да је све време био командант ИЦИС-а и да је радио на уништавању UNIT-а изнутра. Кратка прича „Терор аме“ у збирци Кратка путовања: Дан у животу (2005) открива да су Чодријева и Хофман раније путовали са Шестим Доктором. Њихове пустоловине се затим настављају у „Великим појединостима“ у Кратки савети: Век (2006) пре него што се заврше у Кратким саветима: Дефинисани обрасци (2008).
Након смрти глумца Летбриџ-Стјуарта Николаса Кортнија 2011. године, 2015. године, Big Finish је најавио нову серију аудио драма UNIT која ће бити објављена у интервалима од шест месеци почевши од UNIT: Изумирање у новембру. У серији се појављује Летбриџ-Стјуартова ћерка Кејт у улози шефице научног истраживања као што је установљено у „Моћи троје“ (2012) и то је први пут да је Big Finish добио дозволу за елементе из обновљене серије из 2005. од BBC Worldwide-а.

### Директна видео продукција
Године 1987. Џон Левен је поновио своју улогу Бентона у филму под насловом Ратно доба. У продукцији Reeltime Pictures-а, ово је био први независни Доктор Ху филм. Године 1997. филм је ревидиран уз дијалог Николаса Кортнија у улози Летбриџ-Стјуарта. Бригадир је и сам добио филм Застој у којем се појављују и UNIT и помдићени официр UNIT-а по имену капетан Кевендиш.
BBV је направио трилогију видео снимака UNIT-а који укључује Отонце, иако у њима нема ниједног од оригиналних чланова, а главни лик је Локвуд (шифрарно име за иначе безименог UNIT-овог оперативца 8954Б) − истражитељ са психичким моћима. Трилогија је представила један од објеката UNIT-а (Складиште) за држање остатака ванземаљске технологије, екипу за задржавање одговоран за ове објекте и спречавање избијања ванземаљаца у њима и Одељење за унутрашњу безбедност.

### Други медији
У интернет Флеш анимацији Врисак Шалке, мајор Кенет предаје Доктору фасциклу са грбом UNIT-а.
За нову телевизијску серију, BBC је направио лажну веб страницу за UNIT заједно са „ускршњим јајима“ којима читалац може приступити помоћу лозинки „бизон“ и „буфало“ (потоњи се помиње на екрану у „Трећем светском рату“). „Јавни“ део веб-странице оглашава скупове UNIT-а и издања која се односе на „ван-подручне претње“, као и саопштења за штампу о успостављању централне канцеларије за везу у Њујорку, саопштења за штампу и издања такође помињу пустоловине ван екрана, као што су догађај у Сканиски и Толлгејту и у Џерзију, при чему најновије покривају догађаје из „Божићне инвазије“ (2005) („Потврђен ванземаљски живот“). Веза Безбедносна пријава, користећи лозинку „Зли вук“ (првобитно „бизон“) открива „приватни“ одељак који пружа извештаје са тачке гледишта UNIT-а о различитим догађајима у серијалу из 2005. као и помињање задатака као што су „Четврти рајх” и „Проблем гватемалских Великих скакаваца”. Због приговора Уједињених нација као што је горе наведено, слова „УН“ се више не проширују на „Уједињене нације“ на веб страници.

## Датирање-а
Оригинална серија (1963–1989) даје опречне доказе о томе када би приче са UNIT-ом требало да се одигравају и било је много забуне и сталне дебате обожавалаца на ову тему. У почетку је продукцијска екипа намеравала да се приче о UNIT-у одвијају 1980-их. У причи из 1975. Пирамиде Марса, Сара Џејн Смит јасно каже да је она „из 1980. године“, али прича из 1983. Модрин бесмртни јасно се каже да се бригадир повукао из UNIT-а 1976. године и да је Бентон напустио место заповедника армије 1979. године.
Помињање ове забуне појавило се у епизоди из 2008. „Сонтараначка варка“ где Доктор није био сигуран да ли је његово време у особљу UNIT-а било током 1970-их или 1980-их. Слично томе, серијал Изгубљени дечак у Авантурама Саре Џејн приказује досије UNIT-а о Сари Џејн Смит који каже: „Служба се брзо проширила, чинећи да се наше присуство осети у златном периоду који се протегао шездесетих, седамдесетих и, неки би рекли, осамдесетих“. Још једно помињање појавило се у „Дану Доктора“ где се Кејт Стјуарт позива на „један од досијеа мог оца. Кодно име: Кромер. Седамдесете или осамдесете у зависности од протокола за састанке“. Формулација Кромера је помињање на причу из 1972/73. Три Доктора која је, поред тога што је први пут да се Доктори из различитих епоха окупљају да се боре против заједничког непријатеља, била прилика да бригадир Летбриџ-Стјуарт, пошто је први пут пренет у ванземаљски свет, упоредио га је са приобалним градом Кромер у Норфолку. Кејт Стјуарт се поново позива на забуну када је описивала догађаје из „Терора Зајгонаца“ као „70-их (или) 80-их“ („Зајгонска инвазија“).
Могуће оправдање за барем неке од ових аномалија у вези може се наћи у аудио пустоловини Наслеђе времена: Подељени подстицаји, када временска је аномалија довела до тога да се 1960-их и 1970-их накратко повезују када погрешан оглед путовања кроз време суштински раздваја појединце између ових епоха. Када се криза завршила пошто је Седми Доктор спојио два аспекта, он напомиње да ће резултирајући временски прасак изазвати низ мањих аномалија свакоме у овој ери ко се бави путовањем кроз време, одражавајући да то објашњава како неко ко је радио у осамдесетих је могао да се пензионише седамдесетих.
Епизода „Преживели Флукса“ упућује на супротстављене датуме током сцене у којој Кејт Стјуарт оптужује Велику змију да намерно мења доказе, слике и датуме како би прикрио своје убацивање у UNIT.

## Пријем
Концепт UNIT-а је уопштено добро прихваћен од стране обожавалаца Доктора Хуа. У књизи Ендруа Картмела Кроз време: Неовлашћена и незванична историја Доктора Хуа, Картмел описује оштар контраст између Докторове ексцентричне личности и озбиљности и нормалности UNIT-а као „надахнути потез“.
Организација се често посматра у контексту других међународних организација које су се појављивале у научној фантастици послератне ере. Између осталих, то су били СМЕРШ и Спектра из романа о Џејмсу Бонду, ШИЛД из Марвелових стрипова и U.N.C.L.E. из Шифра U.N.C.L.E. — као UNIT, замишљена као измишљена обавештајна агенција Уједињених нација. Постојала је чак и једносезонска чудесна емисија NBC-а из 1979. године, у којој је Роберт Конрад играо насловног лика у серији Човек звани Слоун који је радио за строго тајну агенцију која се отворено звала UNIT.